# Rodolfo Bisatti
Rodolfo Bisatti (Padova, 17 febbraio 1960) è un regista cinematografico e regista televisivo italiano.

## Biografia
Porta avanti esperienze di sperimentazione audiovisiva, sullo sfondo di una ricerca sul rapporto tra esistenza reale e rappresentazione, realizzando opere come: La terra, La valle, Case. Gira innumerevoli documentari di creazione e reportage televisivi a tematica sociale per Rai 1.
Nel 1995 fonda Kineo, associazione per lo studio e la ricerca sulla comunicazione audiovisiva, e nel 2009, assieme a Maurizio Pasetti, Laura Pellicciari e Mara Favero, la casa di produzione cinematografica Kineofilm s.r.l. Nel 1997 Màuse, prodotto da Fabio Olmi, è il primo film sperimentale interamente realizzato con una webcam. La sperimentazione prosegue con laboratori che individuano nella "postazione per la memoria" e la "tecnica dell'ascolto condiviso" due avamposti per il rinnovamento del linguaggio audiovisivo.
Con il film Il giorno del falco ha partecipato alla 61ª Mostra internazionale d'arte cinematografica di Venezia di Venezia e al London Film Festival. La donna e il drago (premio miglior film al festival di Como 2011 e miglior regia al Santa Marinella film festival) coniuga impegno sociale e sperimentazione linguistica. Nel 2013 il film Voci nel buio ottiene una menzione d'onore unanime della giuria al Festival Internazionale del Cinema di Murcia 2013 IBAFF, il primo premio al festival di Vasto ed entra nella selezione ufficiale al SEEFest di Los Angeles e del sedicesimo International Film Festival di Shanghai. Crea il laboratorio VAM (video alfabetizzazione multi sensoriale), patrocinato dalla commissione nazionale per l'UNESCO. La crudeltà del mare è un lungometraggio del 2014, selezionato al Malatya International Film Festival, al Guadalajara Film Festival e per la digital streaming video library Marché du Film al Festival di Cannes (2015). Ha ricevuto il premio per la migliore attrice non protagonista (Carlotta Bisatti) al festival di Santa Marinella nel 2015. Ha partecipato al Pechino China Women’s Film Festival (2015), organizzato dall'Universitа della Comunicazione della Cina, alla Semaine Asimétrique a Marsiglia (2015) e al sesto CinemAvvenire Film Festival di Roma (2015). Ha ricevuto il riconoscimento film d'essai dal MIBACT.
Gli anni successivi sono impegnati nello studio e attuazione dei laboratori sperimentali VAM, nella definizione del collettivo Terzocinema e nella realizzazione del film lungometraggio Al dio ignoto, cofinanziato dal MIBAC.

## Filmografia parziale
- La ricostruzione di Venzone - documentario (1984)
- La terra - documentario (1988)
- La valle - documentario (1990)
- Case - documentario (1996)
- Màuse (1997)
- Il giorno del falco (2004)
- La donna e il drago (2010)
- Voci nel buio (2012)
- La crudeltà del mare (2014)
- Al dio ignoto (2020)